# Mediq
Mediq — голландская компания здравоохранения, которая производит фармацевтические препараты и медицинские принадлежности, действующим аптекам, а также доставляет продукцию медицинским центрам и пациентам. Mediq работает с 15 странами. В 2012 году доход компании достигал 2,61 млрд евро. С 2013 года принадлежит Advent International.

## История
Будущая Mediq была основана в 1899 году как «Onderlinge Pharmaceutische Greothandel» (Общая фармацевтическая оптовая компания), это была кооперативная ассоциация аптекарей, которые не хотели, чтобы медицина была предоставлена несанкционированным людям, и которые начали создавать свои собственные фармацевтические препараты в небольшом масштабе. Со временнем производство увеличилось и в 1988 году компания была переименована как «Coperatieve Apothekers Reeniging OPG U.a.» (Кооперативная ассоциация аптек) — оптовая торговля была удалена из названия, однако она осталась в аббревиатуре OPG.
В 1992 году компания была зарегистрирована на Амстердамской фондовой бирже. 10 января 2001 года, ассоциация стала акционерным обществом (naamloze vennootschap) под названием «OPG Groep NV» (англ. OPG Group NV). В 2009 году название было окончательно изменено на MEDIQ NV, текущее официальное имя.
В 2011 году был проведен тактический анализ Mediq, вследствие которого был сделан вывод, что оставив фондовую биржу и став частной компанией, Mediq последовала по лучшей долгосрочной стратегии.
Advent International высказала заинтересованность в покупке компании в 2012 году. 13 февраля 2013 года она купила акции Mediq.

## Деятельность
Mediq производит фармацевтические препараты и медицинские принадлежности. Компания имеет свою собственную сеть аптек, поставляет продукцию в медицинские центры, а также привозит её пациентам непосредственно. Mediq является лидером рынка в Нидерландах, имея 226 своих собственных аптек, около 25 франшиз, а также поставляя товары в ещё 160 аптек. Компания активна в Нидерландах, Польше, Германии, Дании, Бельгии, Швеции, Норвегии, Франции, Финляндии, Венгрии, Швейцарии, Эстонии, Латвии, Литве и Соединенных Штатах. Штаб-квартира расположена в Утрехте, Нидерланды.